# Герасдорф-бай-Він
Герасдорф-бай-Він (нім. Gerasdorf bei Wien) — місто в Австрії, у федеральній землі Нижня Австрія, у окрузі Корнойбург. Місто розташоване в районі Вайнфіртель у Нижній Австрії на північній межі міста Відень.

## Історія
Після «аншлюсу» Австрії до Третього Рейху восени 1938 року місто було включено до «Великого Відня». У 1954 році Герасдорф був одним із 80 віденських муніципалітетів, які були реорганізовані в землю Нижня Австрія.
У 1972 році муніципалітет Зайрінг був інтегрований до муніципалітету Герасдорф. У травні 1992 року Герасдорф став ринковим містом. 17 грудня 1998 року парламент Нижньої Австрії вирішив розширити місто Герасдорф.
Два поселення Оберліссе та Капеллерфельд виникли в міжвоєнний період після 1918 року. Назва Капеллерфельд відноситься до поселення, яке було покинуто вже в 1258 році як «Капеллен», яке було покинуто пізніше і яке було розташоване за півкілометра на південь від сьогоднішнього поселення.
У вересні 2015 року було оголошено, що округ Wien Umgebung буде розпущено до 31 грудня 2016 року. Під час онлайн-опитування громадян (вересень 2015 року) більшість у дві третини проголосувала за членство округу Корнойбург. У цьому голосуванні Містельбах і Гензерндорф були іншими варіантами.
У Герасдорфі є кілька римо-католицьких парафій (з Оберліссе і Капеллерфельд) і Зайрінг.